# 潭州 (辽朝)
潭州，中国辽朝时设置的州。
辽圣宗开泰年间，辽朝设置潭州，治所在龙山县（今辽宁省喀喇沁左翼蒙古族自治县西南60里白塔子镇白塔子村古城址）。潭州为广润军下刺史，属于大定府支郡。金太宗天会二年（1124年）被金朝占领，金熙宗皇统三年（1143年）废除潭州，龙山县改属利州。